# 習近平總書記系列重要講話讀本
《習近平總書記系列重要講話讀本》，或稱「習語錄」，是一本對中共中央總書記習近平講話內容進行解讀歸納的書籍。2014年版分為12個專題，2016年版分為16個專題，由人民出版社和學習出版社联合出版。

## 歷史
此書按新華社的解釋，內容爲「阐述了习近平系列重要讲话的意义、内涵、精神实质和实践要求」。
目前，中共中央宣傳部和中央組織部已下達通知，要求在中國共產黨內部學習該讀本。同時，還要求各高校將其作爲「師生理論學習教材」。
2014年版32開定价13元人民幣，2016年版32開定價16元人民幣，书底另有「出版物版权追溯保护验证码」。
中華人民共和國官方媒體稱「該書十分暢銷」，但據BBC中文网報導不少大陸網民對此進行了調侃。

## 評價
新華社稱：「《读本》为广大党员、干部、群众学习讲话精神提供了重要辅助材料。」
台湾《自由時報》引述有網友對此發表評論稱，「孩子的洗腦不能等！」英國廣播公司中文网在一篇有關該書的報道中，在一個章節用了「『造神』運動？」這一小標題以示評價。
2023年，习近平语录入选由中国教育部命题的高考全国乙卷试题。